# Divizia A1 2019-2020 (pallavolo femminile)
La Divizia A1 2019-2020 si è svolta dal 4 ottobre 2019 al 7 marzo 2020: al torneo hanno partecipato undici squadre di club rumene e la vittoria finale è andata per la quinta volta, la seconda consecutiva, all'Alba-Blaj.

## Regolamento

### Formula
Le squadre avrebbero dovuto disputare un girone all'italiana, con gare di andata e ritorno, per un totale di ventidue giornate; al termine della regular season:
- Le prime sei classificate avrebbero acceduto al girone per il primo posto, strutturato in un girone all'italiana, con gare di andata e ritorno, per un totale di dieci giornate (avrebbero conservato i risultati ottenuti nella regular season).
- Le ultime cinque classificate avrebbero acceduto al girone per il settimo posto, strutturato in un girone all'italiana, con gare di andata e ritorno, per un totale di dieci giornate (avrebbero conservato i risultati ottenuti nella regular season).
- Nessuna sarebbe retrocessa in Divizia A2.

A seguito del diffondersi in Romania della pandemia di COVID-19, il campionato è stato sospeso il 12 marzo 2020: l'11 aprile il comitato direttivo della FRV ha decretato la chiusura anticipata del campionato considerando valida la classifica in essere al momento della sospensione del torneo in merito sia all'assegnazione del titolo che alla qualificazione alle coppe europee.

### Criteri di classifica
Se il risultato finale è stato di 3-0 o 3-1 sono stati assegnati 3 punti alla squadra vincente e 0 a quella sconfitta, se il risultato finale è stato di 3-2 sono stati assegnati 2 punti alla squadra vincente e 1 a quella sconfitta.
L'ordine del posizionamento in classifica è stato definito in base a:
- Punti;
- Numero di partite vinte;
- Ratio dei set vinti/persi;
- Ratio dei punti realizzati/subiti.

## Squadre partecipanti
| Club               | Stagione | Città       | Impianto                        | Stagione precedente                                                    |
| ------------------ | -------- | ----------- | ------------------------------- | ---------------------------------------------------------------------- |
| Alba-Blaj          | dettagli | Blaj        | Sala Timotei Cipariu            | Campione di Romania                                                    |
| Argeș Pitești      | dettagli | Pitești     | Sala Sporturilor Pitești        | 7ª in Divizia A2 (girone ovest); 3ª play-off promozione (girone ovest) |
| Dinamo Bucarest    | dettagli | Bucarest    | Sala Polivalentă Dinamo         | 6ª in Divizia A1                                                       |
| Lugoj              | dettagli | Lugoj       | Sala Ioan Kunst Ghermănescu     | 5ª in Divizia A1                                                       |
| Medgidia           | dettagli | Medgidia    | Sala Sporturilor Iftimie Ilisei | 6ª in Divizia A2 (girone est); 1ª play-off promozione (girone est)     |
| Metal Galați       | dettagli | Galați      | Sala Sporturilor Dunărea        | 8ª in Divizia A1                                                       |
| Rapid Bucarest     | dettagli | Bucarest    | Sala Polivalentă Rapid          | 5ª in Divizia A2 (girone est)                                          |
| Știința Bacău      | dettagli | Bacău       | Sala Sporturilor                | 4ª in Divizia A1                                                       |
| Târgoviște         | dettagli | Târgoviște  | Sala Polivalentă                | 3ª in Divizia A1                                                       |
| Universitatea Cluj | dettagli | Cluj-Napoca | Sala Sporturilor Horia Demian   | 7ª in Divizia A1                                                       |
| Voluntari          | dettagli | Voluntari   | Sala de Sport Gabriela Szabo    | 7ª in Divizia A2 (girone est); 4ª play-off promozione (girone est)     |

## Torneo

### Regular season

#### Risultati
| Prima giornata |                                    |           |                            |
|                |                                    |           |                            |
| Riposa:        | Voluntari                          | Voluntari | Voluntari                  |
| 04-10          | Dinamo Bucarest - Rapid Bucarest   | 3-0       | 25-16, 25-14, 25-8         |
| 05-10          | Știința Bacău - Universitatea Cluj | 3-0       | 25-9, 25-20, 25-19         |
| 05-10          | Târgoviște - Medgidia              | 3-0       | 25-16, 25-17, 25-10        |
| 05-10          | Lugoj - Argeș Pitești              | 3-1       | 25-16, 25-16, 22-25, 25-15 |
| 05-10          | Metal Galați - Alba-Blaj           | 0-3       | 12-25, 22-25, 18-25        |

| Seconda giornata |                                 |           |                           |
|                  |                                 |           |                           |
| Riposa:          | Alba-Blaj                       | Alba-Blaj | Alba-Blaj                 |
| 12-10            | Argeș Pitești - Metal Galați    | 0-3       | 26-28, 11-25, 18-25       |
| 12-10            | Medgidia - Lugoj                | 1-3       | 26-24, 8-25, 15-25, 19-25 |
| 12-10            | Universitatea Cluj - Târgoviște | 0-3       | 16-25, 13-25, 18-25       |
| 12-10            | Rapid Bucarest - Știința Bacău  | 0-3       | 15-25, 17-25, 13-25       |
| 12-10            | Voluntari - Dinamo Bucarest     | 0-3       | 16-25, 12-25, 10-25       |

| Terza giornata |                             |                 |                            |
|                |                             |                 |                            |
| Riposa:        | Dinamo Bucarest             | Dinamo Bucarest | Dinamo Bucarest            |
| 19-10          | Știința Bacău - Voluntari   | 3-0             | 25-4, 25-11, 25-17         |
| 19-10          | Târgoviște - Rapid Bucarest | 3-0             | 25-13, 25-15, 25-18        |
| 19-10          | Lugoj - Universitatea Cluj  | 3-1             | 25-11, 22-25, 25-18, 25-20 |
| 20-10          | Metal Galați - Medgidia     | 3-1             | 25-18, 13-25, 25-19        |
| 19-10          | Alba-Blaj - Argeș Pitești   | 3-0             | 25-13, 25-17, 25-18        |

| Quarta giornata |                                   |               |                                   |
|                 |                                   |               |                                   |
| Riposa:         | Argeș Pitești                     | Argeș Pitești | Argeș Pitești                     |
| 26-10           | Medgidia - Alba-Blaj              | 1-3           | 25-15, 13-25, 21-25, 12-25        |
| 27-10           | Universitatea Cluj - Metal Galați | 1-3           | 20-25, 25-23, 21-25               |
| 26-10           | Rapid Bucarest - Lugoj            | 3-2           | 22-25, 25-18, 19-25, 25-16, 15-12 |
| 26-10           | Voluntari - Târgoviște            | 0-3           | 16-25, 17-25, 20-25               |
| 26-10           | Dinamo Bucarest - Știința Bacău   | 3-1           | 25-23, 25-15, 20-25, 25-18        |

| Quinta giornata |                                |               |                            |
|                 |                                |               |                            |
| Riposa:         | Știința Bacău                  | Știința Bacău | Știința Bacău              |
| 02-11           | Târgoviște - Dinamo Bucarest   | 1-3           | 28-30, 25-18, 25-27, 23-25 |
| 02-11           | Lugoj - Voluntari              | 3-0           | 25-14, 25-16, 25-16        |
| 02-11           | Metal Galați - Rapid Bucarest  | 3-0           | 25-17, 25-18, 25-23        |
| 02-11           | Alba-Blaj - Universitatea Cluj | 3-0           | 25-23, 25-17, 25-14        |
| 02-11           | Argeș Pitești - Medgidia       | 3-1           | 25-21, 18-25, 25-16, 25-17 |

| Sesta giornata |                                    |          |                            |
|                |                                    |          |                            |
| Riposa:        | Medgidia                           | Medgidia | Medgidia                   |
| 08-11          | Universitatea Cluj - Argeș Pitești | 3-1      | 25-15, 18-25, 28-26, 25-19 |
| 09-11          | Rapid Bucarest - Alba-Blaj         | 0-3      | 14-25, 15-25, 15-25        |
| 09-11          | Voluntari - Metal Galați           | 0-3      | 20-25, 16-25, 20-25        |
| 08-11          | Dinamo Bucarest - Lugoj            | 3-1      | 25-19, 23-25, 25-21, 25-21 |
| 09-11          | Știința Bacău - Târgoviște         | 3-1      | 25-15, 22-25, 25-20, 25-10 |

| Settima giornata |                                |            |                                  |
|                  |                                |            |                                  |
| Riposa:          | Târgoviște                     | Târgoviște | Târgoviște                       |
| 16-11            | Lugoj - Știința Bacău          | 0-3        | 16-25, 14-25, 13-25              |
| 15-11            | Metal Galați - Dinamo Bucarest | 0-3        | 17-25, 23-25, 17-25              |
| 17-11            | Alba-Blaj - Voluntari          | 3-0        | 25-16, 25-15, 25-21              |
| 16-11            | Argeș Pitești - Rapid Bucarest | 3-2        | 22-25, 23-25, 25-22, 25-19, 15-6 |
| 16-11            | Medgidia - Universitatea Cluj  | 3-0        | 25-17, 25-18, 25-18              |

| Ottava giornata |                              |                    |                            |
|                 |                              |                    |                            |
| Riposa:         | Universitatea Cluj           | Universitatea Cluj | Universitatea Cluj         |
| 23-11           | Rapid Bucarest - Medgidia    | 1-3                | 25-22, 18-25, 21-25, 23-25 |
| 23-11           | Voluntari - Argeș Pitești    | 0-3                | 17-25, 13-25, 18-25        |
| 24-11           | Dinamo Bucarest - Alba-Blaj  | 0-3                | 23-25, 27-29, 21-25        |
| 23-11           | Știința Bacău - Metal Galați | 3-0                | 25-21, 25-16, 25-21        |
| 23-11           | Târgoviște - Lugoj           | 3-1                | 29-27, 28-30, 25-20, 25-20 |

| Nona giornata |                                     |       |                            |
|               |                                     |       |                            |
| Riposa:       | Lugoj                               | Lugoj | Lugoj                      |
| 29-11         | Metal Galați - Târgoviște           | 0-3   | 15-25, 17-25, 22-25        |
| 30-11         | Alba-Blaj - Știința Bacău           | 3-0   | 25-19, 25-22, 25-13        |
| 30-11         | Argeș Pitești - Dinamo Bucarest     | 0-3   | 15-25, 16-25, 18-25        |
| 30-11         | Medgidia - Voluntari                | 3-0   | 25-16, 25-10, 25-16        |
| 30-11         | Universitatea Cluj - Rapid Bucarest | 3-1   | 25-17, 23-25, 25-19, 25-16 |

| Decima giornata |                                |                |                                   |
|                 |                                |                |                                   |
| Riposa:         | Rapid Bucarest                 | Rapid Bucarest | Rapid Bucarest                    |
| 07-12           | Voluntari - Universitatea Cluj | 0-3            | 0-25, 0-25, 0-25                  |
| 07-12           | Dinamo Bucarest - Medgidia     | 3-1            | 25-23, 25-17, 20-25, 25-18        |
| 08-12           | Știința Bacău - Argeș Pitești  | 3-0            | 25-16, 25-14, 25-19               |
| 07-12           | Târgoviște - Alba-Blaj         | 3-2            | 25-16, 15-25, 23-25, 25-17, 19-17 |
| 08-12           | Lugoj - Metal Galați           | 3-2            | 25-22, 24-26, 24-26, 25-20, 16-14 |

| Undicesima giornata |                                      |              |                                  |
|                     |                                      |              |                                  |
| Riposa:             | Metal Galați                         | Metal Galați | Metal Galați                     |
| 14-12               | Alba-Blaj - Lugoj                    | 3-0          | 25-18, 25-23, 25-11              |
| 12-12               | Argeș Pitești - Târgoviște           | 2-3          | 25-22, 21-25, 25-14, 14-25, 6-15 |
| 14-12               | Medgidia - Știința Bacău             | 1-3          | 18-25, 25-15, 23-25, 21-25       |
| 14-12               | Universitatea Cluj - Dinamo Bucarest | 0-3          | 23-25, 14-25, 17-25              |
| 14-12               | Rapid Bucarest - Voluntari           | 3-0          | 25-17, 25-21, 25-14              |

| Dodicesima giornata |                                    |           |                     |
|                     |                                    |           |                     |
| Riposa:             | Voluntari                          | Voluntari | Voluntari           |
| 22-01               | Rapid Bucarest - Dinamo Bucarest   | 0-3       | 17-25, 15-25, 16-25 |
| 11-01               | Universitatea Cluj - Știința Bacău | 0-3       | 20-25, 15-25, 22-25 |
| 22-01               | Medgidia - Târgoviște              | 1-3       | 20-25, 15-25, 25-21 |
| 11-01               | Argeș Pitești - Lugoj              | 0-3       | 19-25, 22-25, 15-25 |
| 11-01               | Alba-Blaj - Metal Galați           | 3-0       | 25-11, 25-18, 25-15 |

| Tredicesima giornata |                                 |           |                            |
|                      |                                 |           |                            |
| Riposa:              | Alba-Blaj                       | Alba-Blaj | Alba-Blaj                  |
| 22-01                | Metal Galați - Argeș Pitești    | 3-1       | 25-21, 21-25, 25-23, 25-21 |
| 15-01                | Lugoj - Medgidia                | 3-0       | 25-20, 25-20, 25-19        |
| 15-01                | Târgoviște - Universitatea Cluj | 3-0       | 25-22, 25-19, 25-12        |
| 15-01                | Știința Bacău - Rapid Bucarest  | 3-0       | 25-22, 25-10, 25-18        |
| 15-01                | Dinamo Bucarest - Voluntari     | 3-0       | 25-16, 25-17, 25-19        |

| Quattordicesima giornata |                             |                 |                            |
|                          |                             |                 |                            |
| Riposa:                  | Dinamo Bucarest             | Dinamo Bucarest | Dinamo Bucarest            |
| 19-01                    | Voluntari - Știința Bacău   | 1-3             | 19-25, 19-25, 25-22, 15-25 |
| 18-01                    | Rapid Bucarest - Târgoviște | 0-3             | 16-25, 17-25, 22-25        |
| 18-01                    | Universitatea Cluj - Lugoj  | 0-3             | 19-25, 21-25, 16-25        |
| 18-01                    | Medgidia - Metal Galați     | 3-0             | 25-20, 25-18, 25-18        |
| 18-01                    | Argeș Pitești - Alba-Blaj   | 0-3             | 16-25, 18-25, 17-25        |

| Quindicesima giornata |                                   |               |                                   |
|                       |                                   |               |                                   |
| Riposa:               | Argeș Pitești                     | Argeș Pitești | Argeș Pitești                     |
| 25-01                 | Alba-Blaj - Medgidia              | 3-0           | 25-14, 25-22, 25-20               |
| 25-01                 | Metal Galați - Universitatea Cluj | 2-3           | 21-25, 25-18, 22-25, 25-21, 11-15 |
| 25-01                 | Lugoj - Rapid Bucarest            | 3-0           | 27-25, 25-20, 25-15               |
| 25-01                 | Târgoviște - Voluntari            | 3-0           | 25-15, 25-19, 25-18               |
| 26-01                 | Știința Bacău - Dinamo Bucarest   | 0-3           | 17-25, 22-25, 21-25               |

| Sedicesima giornata |                                |               |                                   |
|                     |                                |               |                                   |
| Riposa:             | Știința Bacău                  | Știința Bacău | Știința Bacău                     |
| 01-02               | Dinamo Bucarest - Târgoviște   | 3-0           | 25-23, 25-17, 25-21               |
| 02-02               | Voluntari - Lugoj              | 3-2           | 23-25, 25-17, 20-25, 25-17, 15-10 |
| 01-02               | Rapid Bucarest - Metal Galați  | 1-3           | 26-24, 13-25, 23-25, 18-25        |
| 01-02               | Universitatea Cluj - Alba-Blaj | 1-3           | 19-25, 25-19, 13-25, 16-25        |
| 01-02               | Medgidia - Argeș Pitești       | 1-3           | 25-27, 25-23, 23-25, 22-25        |

| Diciassettesima giornata |                                    |          |                                  |
|                          |                                    |          |                                  |
| Riposa:                  | Medgidia                           | Medgidia | Medgidia                         |
| 08-02                    | Argeș Pitești - Universitatea Cluj | 3-2      | 25-23, 13-25, 25-22, 20-25, 15-3 |
| 08-02                    | Alba-Blaj - Rapid Bucarest         | 3-0      | 25-17, 25-14, 25-13              |
| 08-02                    | Metal Galați - Voluntari           | 3-0      | 25-13, 25-19, 25-17              |
| 08-02                    | Lugoj - Dinamo Bucarest            | 0-3      | 20-25, 14-25, 22-25              |
| 08-02                    | Târgoviște - Știința Bacău         | 3-1      | 28-30, 25-16, 25-10, 25-15       |

| Diciottesima giornata |                                |            |                                   |
|                       |                                |            |                                   |
| Riposa:               | Târgoviște                     | Târgoviște | Târgoviște                        |
| 12-02                 | Știința Bacău - Lugoj          | 3-0        | 25-11, 25-17, 25-15               |
| 12-02                 | Dinamo Bucarest - Metal Galați | 3-0        | 25-18, 25-14, 25-14               |
| 12-02                 | Voluntari - Alba-Blaj          | 0-3        | 19-25, 14-25, 13-25               |
| 12-02                 | Rapid Bucarest - Argeș Pitești | 0-3        | 16-25, 21-25, 18-25               |
| 12-02                 | Universitatea Cluj - Medgidia  | 3-2        | 25-21, 15-25, 25-14, 25-27, 16-14 |

| Diciannovesima giornata |                              |                    |                            |
|                         |                              |                    |                            |
| Riposa:                 | Universitatea Cluj           | Universitatea Cluj | Universitatea Cluj         |
| 15-02                   | Medgidia - Rapid Bucarest    | 3-1                | 25-22, 25-21, 18-25, 25-22 |
| 15-02                   | Argeș Pitești - Voluntari    | 3-0                | 25-17, 25-20, 25-18        |
| 15-02                   | Alba-Blaj - Dinamo Bucarest  | 3-0                | 25-18, 25-23, 25-22        |
| 15-02                   | Metal Galați - Știința Bacău | 0-3                | 17-25, 19-25, 27-29        |
| 15-02                   | Lugoj - Târgoviște           | 0-3                | 12-25, 20-25, 10-25        |

| Ventesima giornata |                                     |       |                                   |
|                    |                                     |       |                                   |
| Riposa:            | Lugoj                               | Lugoj | Lugoj                             |
| 22-02              | Târgoviște - Metal Galați           | 3-0   | 25-17, 25-14, 25-16               |
| 22-02              | Știința Bacău - Alba-Blaj           | 0-3   | 14-25, 18-25, 17-25               |
| 22-02              | Dinamo Bucarest - Argeș Pitești     | 3-1   | 25-17, 23-25, 25-19, 25-13        |
| 22-02              | Voluntari - Medgidia                | 2-3   | 28-26, 18-25, 25-21, 16-25, 15-17 |
| 22-02              | Rapid Bucarest - Universitatea Cluj | 3-2   | 26-28, 25-21, 18-25, 25-16, 15-13 |

| Ventunesima giornata |                                |                |                                   |
|                      |                                |                |                                   |
| Riposa:              | Rapid Bucarest                 | Rapid Bucarest | Rapid Bucarest                    |
| 26-02                | Universitatea Cluj - Voluntari | 3-2            | 25-17, 22-25, 25-21, 23-25, 15-12 |
| 26-02                | Medgidia - Dinamo Bucarest     | 3-2            | 25-21, 13-25, 25-21, 25-27, 15-13 |
| 26-02                | Argeș Pitești - Știința Bacău  | 1-3            | 22-25, 25-16, 19-25, 17-25        |
| 26-02                | Alba-Blaj - Târgoviște         | 3-2            | 25-21, 18-25, 23-25, 28-26, 15-9  |
| 26-02                | Metal Galați - Lugoj           | 1-3            | 19-25, 16-25, 25-10, 19-25        |

| Ventiduesima giornata |                                      |              |                                   |
|                       |                                      |              |                                   |
| Riposa:               | Metal Galați                         | Metal Galați | Metal Galați                      |
| 29-02                 | Lugoj - Alba-Blaj                    | 1-3          | 27-25, 20-25, 23-25, 19-25        |
| 29-02                 | Târgoviște - Argeș Pitești           | 3-1          | 25-20, 20-25, 25-16               |
| 29-02                 | Știința Bacău - Medgidia             | 3-0          | 25-23, 25-20, 25-15               |
| 28-02                 | Dinamo Bucarest - Universitatea Cluj | 3-0          | 25-10, 25-19, 25-19               |
| 29-02                 | Voluntari - Rapid Bucarest           | 3-2          | 20-25, 25-17, 26-24, 20-25, 15-12 |

#### Classifica
| Pos. | Squadra            | Pt | G  | V  | P  | SV | SP | Ratio | PF    | PS    | Ratio |
| ---- | ------------------ | -- | -- | -- | -- | -- | -- | ----- | ----- | ----- | ----- |
| 1.   | Alba-Blaj          | 57 | 20 | 19 | 1  | 59 | 8  | 7,375 | 1 622 | 1 226 | 1,323 |
| 2.   | Dinamo Bucarest    | 52 | 20 | 17 | 3  | 53 | 14 | 3,785 | 1 627 | 1 289 | 1,262 |
| 3.   | Târgoviște         | 47 | 20 | 16 | 4  | 52 | 20 | 1,040 | 1 697 | 1 394 | 1,217 |
| 4.   | Știința Bacău      | 45 | 20 | 15 | 5  | 47 | 19 | 2,473 | 1 519 | 1 287 | 1,180 |
| 5.   | Lugoj              | 31 | 20 | 10 | 10 | 37 | 36 | 1,027 | 1 567 | 1 571 | 0,998 |
| 6.   | Metal Galați       | 26 | 20 | 8  | 12 | 29 | 40 | 0,725 | 1 452 | 1 531 | 0,948 |
| 7.   | Medgidia           | 20 | 20 | 7  | 13 | 31 | 45 | 0,688 | 1 591 | 1 694 | 0,939 |
| 8.   | Argeș Pitești      | 20 | 20 | 7  | 13 | 29 | 45 | 0,644 | 1 509 | 1 664 | 0,907 |
| 9.   | Universitatea Cluj | 17 | 20 | 6  | 14 | 25 | 50 | 0,500 | 1 501 | 1 638 | 0,916 |
| 10.  | Rapid Bucarest     | 9  | 20 | 3  | 17 | 17 | 55 | 0,309 | 1 367 | 1 681 | 0,813 |
| 11.  | Voluntari          | 6  | 20 | 2  | 18 | 11 | 58 | 0,189 | 1 167 | 1 643 | 0,710 |

      Qualificata al girone primo posto.
      Qualificata al girone settimo posto.

### Girone 1º posto

#### Risultati
| Prima giornata |                            |     |                            |
|                |                            |     |                            |
| 07-03          | Alba-Blaj - Metal Galați   | 3-1 | 22-25, 25-22, 25-11, 25-14 |
| 07-03          | Dinamo Bucarest - Lugoj    | 3-0 | 25-19, 25-17, 25-16        |
| 07-03          | Târgoviște - Știința Bacău | 3-0 | 25-19, 25-22, 25-22        |

| Seconda giornata |                              |   |           |
|                  |                              |   |           |
| -                | Metal Galați - Știința Bacău | - | annullata |
| -                | Lugoj - Târgoviște           | - | annullata |
| -                | Alba-Blaj - Dinamo Bucarest  | - | annullata |

| Terza giornata |                                |   |           |
|                |                                |   |           |
| -              | Dinamo Bucarest - Metal Galați | - | annullata |
| -              | Târgoviște - Alba-Blaj         | - | annullata |
| -              | Știința Bacău - Lugoj          | - | annullata |

| Quarta giornata |                              |   |           |
|                 |                              |   |           |
| -               | Metal Galați - Lugoj         | - | annullata |
| -               | Alba-Blaj - Știința Bacău    | - | annullata |
| -               | Dinamo Bucarest - Târgoviște | - | annullata |

| Quinta giornata |                                 |   |           |
|                 |                                 |   |           |
| -               | Târgoviște - Metal Galați       | - | annullata |
| -               | Știința Bacău - Dinamo Bucarest | - | annullata |
| -               | Lugoj - Alba-Blaj               | - | annullata |

| Sesta giornata |                            |   |           |
|                |                            |   |           |
| -              | Metal Galați - Alba-Blaj   | - | annullata |
| -              | Lugoj - Dinamo Bucarest    | - | annullata |
| -              | Știința Bacău - Târgoviște | - | annullata |

| Settima giornata |                              |   |           |
|                  |                              |   |           |
| -                | Știința Bacău - Metal Galați | - | annullata |
| -                | Târgoviște - Lugoj           | - | annullata |
| -                | Dinamo Bucarest - Alba-Blaj  | - | annullata |

| Ottava giornata |                                |   |           |
|                 |                                |   |           |
| -               | Metal Galați - Dinamo Bucarest | - | annullata |
| -               | Alba-Blaj - Târgoviște         | - | annullata |
| -               | Lugoj - Știința Bacău          | - | annullata |

| Nona giornata |                              |   |           |
|               |                              |   |           |
| -             | Lugoj - Metal Galați         | - | annullata |
| -             | Știința Bacău - Alba-Blaj    | - | annullata |
| -             | Târgoviște - Dinamo Bucarest | - | annullata |

| Decima giornata |                                 |   |           |
|                 |                                 |   |           |
| -               | Metal Galați - Târgoviște       | - | annullata |
| -               | Dinamo Bucarest - Știința Bacău | - | annullata |
| -               | Alba-Blaj - Lugoj               | - | annullata |

#### Classifica
| Pos. | Squadra         | Pt | G  | V  | P  | SV | SP | Ratio | PF    | PS    | Ratio |
| ---- | --------------- | -- | -- | -- | -- | -- | -- | ----- | ----- | ----- | ----- |
| 1.   | Alba-Blaj       | 60 | 21 | 20 | 1  | 62 | 9  | 6,888 | 1 719 | 1 298 | 1,324 |
| 2.   | Dinamo Bucarest | 55 | 21 | 18 | 3  | 56 | 14 | 4,000 | 1 702 | 1 341 | 1,269 |
| 3.   | Târgoviște      | 50 | 21 | 17 | 4  | 55 | 20 | 2,750 | 1 772 | 1 457 | 1,216 |
| 4.   | Știința Bacău   | 45 | 21 | 15 | 6  | 47 | 22 | 2,136 | 1 582 | 1 362 | 1,161 |
| 5.   | Lugoj           | 31 | 21 | 10 | 11 | 37 | 39 | 0,948 | 1 619 | 1 647 | 0,967 |
| 6.   | Metal Galați    | 26 | 21 | 8  | 13 | 30 | 43 | 0,697 | 1 524 | 1 628 | 0,936 |

      Campione di Romania.

### Girone 7º posto

#### Risultati
| Prima giornata |                                     |          |           |
|                |                                     |          |           |
| Riposa:        | Medgidia                            | Medgidia | Medgidia  |
| -              | Argeș Pitești - Voluntari           | -        | annullata |
| -              | Universitatea Cluj - Rapid Bucarest | -        | annullata |

| Seconda giornata |                                |                |                |
|                  |                                |                |                |
| Riposa:          | Rapid Bucarest                 | Rapid Bucarest | Rapid Bucarest |
| -                | Voluntari - Universitatea Cluj | -              | annullata      |
| -                | Medgidia - Argeș Pitești       | -              | annullata      |

| Terza giornata |                               |               |               |
|                |                               |               |               |
| Riposa:        | Argeș Pitești                 | Argeș Pitești | Argeș Pitești |
| -              | Universitatea Cluj - Medgidia | -             | annullata     |
| -              | Rapid Bucarest - Voluntari    | -             | annullata     |

| Quarta giornata |                                    |           |           |
|                 |                                    |           |           |
| Riposa:         | Voluntari                          | Voluntari | Voluntari |
| -               | Medgidia - Rapid Bucarest          | -         | annullata |
| -               | Argeș Pitești - Universitatea Cluj | -         | annullata |

| Quinta giornata |                                |                    |                    |
|                 |                                |                    |                    |
| Riposa:         | Universitatea Cluj             | Universitatea Cluj | Universitatea Cluj |
| -               | Rapid Bucarest - Argeș Pitești | -                  | annullata          |
| -               | Voluntari - Medgidia           | -                  | annullata          |

| Sesta giornata |                                     |          |           |
|                |                                     |          |           |
| Riposa:        | Medgidia                            | Medgidia | Medgidia  |
| -              | Voluntari - Argeș Pitești           | -        | annullata |
| -              | Rapid Bucarest - Universitatea Cluj | -        | annullata |

| Settima giornata |                                |                |                |
|                  |                                |                |                |
| Riposa:          | Rapid Bucarest                 | Rapid Bucarest | Rapid Bucarest |
| -                | Universitatea Cluj - Voluntari | -              | annullata      |
| -                | Argeș Pitești - Medgidia       | -              | annullata      |

| Ottava giornata |                               |               |               |
|                 |                               |               |               |
| Riposa:         | Argeș Pitești                 | Argeș Pitești | Argeș Pitești |
| -               | Medgidia - Universitatea Cluj | -             | annullata     |
| -               | Voluntari - Rapid Bucarest    | -             | annullata     |

| Nona giornata |                                    |           |           |
|               |                                    |           |           |
| Riposa:       | Voluntari                          | Voluntari | Voluntari |
| -             | Rapid Bucarest - Medgidia          | -         | annullata |
| -             | Universitatea Cluj - Argeș Pitești | -         | annullata |

| Decima giornata |                                |                    |                    |
|                 |                                |                    |                    |
| Riposa:         | Universitatea Cluj             | Universitatea Cluj | Universitatea Cluj |
| -               | Argeș Pitești - Rapid Bucarest | -                  | annullata          |
| -               | Medgidia - Voluntari           | -                  | annullata          |

#### Classifica
| Pos. | Squadra            | Pt | G  | V | P  | SV | SP | Ratio | PF    | PS    | Ratio |
| ---- | ------------------ | -- | -- | - | -- | -- | -- | ----- | ----- | ----- | ----- |
| 1.   | Medgidia           | 20 | 20 | 7 | 13 | 31 | 45 | 0,688 | 1 591 | 1 694 | 0,939 |
| 2.   | Argeș Pitești      | 20 | 20 | 7 | 13 | 29 | 45 | 0,644 | 1 509 | 1 664 | 0,907 |
| 3.   | Universitatea Cluj | 17 | 20 | 6 | 14 | 25 | 50 | 0,500 | 1 501 | 1 638 | 0,916 |
| 4.   | Rapid Bucarest     | 9  | 20 | 3 | 17 | 17 | 55 | 0,309 | 1 367 | 1 681 | 0,813 |
| 5.   | Voluntari          | 6  | 20 | 2 | 18 | 11 | 58 | 0,189 | 1 167 | 1 643 | 0,710 |

## Classifica finale
| Pos | Squadra            | Qualificazione        |
| --- | ------------------ | --------------------- |
|     | Alba-Blaj          | Challenge Cup 2020-21 |
| 2   | Dinamo Bucarest    | Challenge Cup 2020-21 |
| 3   | Târgoviște         | Coppa CEV 2020-21     |
| 4   | Știința Bacău      | Coppa CEV 2020-21     |
| 5   | Lugoj              | Challenge Cup 2020-21 |
| 6   | Metal Galați       |                       |
| 7   | Medgidia           |                       |
| 8   | Argeș Pitești      |                       |
| 9   | Universitatea Cluj |                       |
| 10  | Rapid Bucarest     |                       |
| 11  | Voluntari          |                       |

## Statistiche
| Rendimento individuale | Rendimento individuale | Rendimento individuale | Rendimento individuale |
| Pos.                   | Nome                   | Punti                  | Squadra                |
| ---------------------- | ---------------------- | ---------------------- | ---------------------- |
| 1                      | Yusleinis Herrera      | 448                    | Târgoviște             |
| 2                      | Ioana Baciu            | 329                    | Alba-Blaj              |
| 3                      | Nina Kocić             | 325                    | Lugoj                  |
| 4                      | Loredana Filipaş       | 297                    | Voluntari              |
| 5                      | Ariana Pîrv            | 281                    | Dinamo Bucarest        |
| 6                      | Adina Stanciu          | 272                    | Universitatea Cluj     |
| 7                      | Ivana Radonjić         | 265                    | Metal Galați           |
| 8                      | Katarina Jovanović     | 263                    | Argeș Pitești          |
| 9                      | Marija Karakaševa      | 261                    | Dinamo Bucarest        |
| 9                      | Denisa Rogojinaru      | 261                    | Știința Bacău          |

| Attacchi vincenti | Attacchi vincenti  | Attacchi vincenti | Attacchi vincenti  |
| Pos.              | Nome               | Punti             | Squadra            |
| ----------------- | ------------------ | ----------------- | ------------------ |
| 1                 | Yusleinis Herrera  | 400               | Târgoviște         |
| 2                 | Nina Kocić         | 279               | Lugoj              |
| 3                 | Ioana Baciu        | 255               | Alba-Blaj          |
| 4                 | Loredana Filipaş   | 244               | Voluntari          |
| 5                 | Adina Stanciu      | 235               | Universitatea Cluj |
| 6                 | Marija Karakaševa  | 229               | Dinamo Bucarest    |
| 7                 | Loredana Hodorogea | 218               | Medgidia           |
| 8                 | Denisa Rogojinaru  | 216               | Știința Bacău      |
| 9                 | Ariana Pîrv        | 214               | Dinamo Bucarest    |
| 10                | Katarina Jovanović | 205               | Argeș Pitești      |

| Muri vincenti | Muri vincenti     | Muri vincenti | Muri vincenti      |
| Pos.          | Nome              | Punti         | Squadra            |
| ------------- | ----------------- | ------------- | ------------------ |
| 1             | Roxana Roman      | 73            | Lugoj              |
| 2             | Maja Aleksić      | 60            | Alba-Blaj          |
| 2             | Tanja Sredić      | 60            | Târgoviște         |
| 4             | Borislava Săjkova | 59            | Metal Galați       |
| 5             | Diana Ariton      | 56            | Medgidia           |
| 6             | Nađa Ninković     | 55            | Alba-Blaj          |
| 7             | Andreea Petra     | 52            | Lugoj              |
| 8             | Maja Savić        | 50            | Dinamo Bucarest    |
| 9             | Gabriela Dancu    | 48            | Universitatea Cluj |
| 10            | Karmen Brletić    | 45            | Argeș Pitești      |

| Battute vincenti | Battute vincenti   | Battute vincenti | Battute vincenti |
| Pos.             | Nome               | Punti            | Squadra          |
| ---------------- | ------------------ | ---------------- | ---------------- |
| 1                | Ioana Baciu        | 59               | Alba-Blaj        |
| 2                | Ana Moldovan       | 48               | Rapid Bucarest   |
| 3                | Andreea Petra      | 41               | Lugoj            |
| 3                | Ivana Radonjić     | 41               | Metal Galați     |
| 5                | María José Corral  | 40               | Metal Galați     |
| 5                | Ariana Pîrv        | 40               | Dinamo Bucarest  |
| 5                | Borislava Săjkova  | 40               | Metal Galați     |
| 8                | Bianka Buša        | 37               | Alba-Blaj        |
| 8                | Edina Selimović    | 37               | Argeș Pitești    |
| 10               | Katarina Jovanović | 36               | Argeș Pitești    |